# Râul Horezu, Geamărtălui
Râul Horezu este un curs de apă, afluent al râului Geamărtălui. Cursul superior al râului este cunoscut și sub denumirea Râul Tughinului.